# Pójdźmy wszyscy do stajenki
Pójdźmy wszyscy do stajenki – polska kolęda, której początki datuje się na XVII wiek.
Tekst tej kolędy pochodzi z XVIII wieku, melodia zaś z XIX. Posiada charakter marszowy. Znany jest tekst 14 zwrotkowy z inną melodią zanotowany w kantyczkach karmelitańskich z XVIII wieku. Autor nie jest znany.